# Râșca (Cluj)
Râșca é uma comuna romena localizada no distrito de Cluj, na região histórica da Transilvânia. A comuna possui uma área de 65.65 km² e sua população era de 1650 habitantes segundo o censo de 2007.